# Avenida Edgardo Rebagliati
La avenida Edgardo Rebagliati (Antes llamado Av. Gral. José Manuel Medina) es una avenida de la ciudad de Lima, capital del Perú.  Se extiende de oeste a este, en los distritos de Jesús María y Lince, a lo largo de más de 5 cuadras. Recibe el tráfico de las avenidas Húsares de Junín, Domingo Cueto, Manuel Segura y México.

## Recorrido
Inicia en la avenida Salaverry. En gran parte de la avenida se encuentra el Hospital Edgardo Rebagliati Martins de EsSalud. Culmina su recorrido en la cuadra 03 en el Jr. Domingo Cueto del Distrito de Lince.